# 温阳路站
温阳路站是一个位于中国北京市海淀区苏家坨地区西小营村与温泉地区高里掌村交界北清路、温阳路交叉口，属于北京地铁16号线的地铁车站，2016年12月31日投入运营。

## 车站设计
本站的车站大堂及月台以米黄色为主色，立柱底部为古铜色，装修风格与16号线北段其余车站一致。

### 车站楼层
温阳路站位于北清路（东西向）与温阳路（南北向）交叉口，是一个明挖双层、双柱三跨岛式车站，呈东西走向，总长299.9米，宽21.1米，主体建筑面积13360平方米。该站共设有3个出入口，1个疏散通道，2组风亭。
| 地面层          | 出入口                       | B—D出入口                                  |
| 地下一层 站厅层 | 站厅                         | 客务中心、自动售票机、安全检查、进出站闸机 |
| 地下二层 站台层 |                              | █ 16号线往北安河（終點站）                 |
| 地下二层 站台层 | 岛式站台，左側開门           |                                            |
| 地下二层 站台层 | █ 16号线往宛平城（稻香湖路） |                                            |

### 站厅
温阳路站的站厅位于地下一层，收费区位于站厅北侧。站厅收费区设有多组電動扶梯以及楼梯供乘客前往站台，通往站台的升降机设于站厅中央。站厅付费区内亦设有自動櫃員機、自动售货机等设施。

### 站台
温阳路站设有1个岛式站台，位于北清路北侧地底，所有站台面均设有全高屏蔽门。站台中央设有通往站厅的直梯，站台上同时设2组楼梯及6台自动扶梯，洗手间则位于站台东端。

月台全景图（西苑站方向）（2017年5月摄）

### 出入口
温阳路站在路口东北、东南、西南均设有出入口，编号分别是B、C、D，其中B、D口设有升降机，使本站成为16号线首开段4座设有两部出入口直梯的车站之一（另外三个设有两部出入口直梯的车站为北安河、永丰、永丰南）。北清路南侧的C、D口于2016年12月31日随本站一同开通，北清路北侧的B口未与本站同时开通，于2017年4月29日投入使用。本站的每个出入口设2部自动扶梯，各出入口均设有指示牌显示出入口周边的建筑物及设施列表。
|                       |        |                                  |      |                |
| 編號                  | 指示   | 建議前往目的地                   | 照片 | 无障碍设施图片 |
| 出口 · B · 升降机标志 | 温阳路 | 温阳路（东侧）、苏家坨小学       |      |                |
| 出口 · C              | 北清路 | 北清路（南侧）、中关村学院二分院 |      | 不適用         |
| 出口 · D · 升降机标志 | 北清路 | 北清路（南侧）                   |      |                |
| 註： 設有             |        |                                  |      |                |

## 客流
自16号线开通以来，本站的客流量在16号线北段各站中处于较高水平，开通首周统计的日均客流量即达到9500人次，仅次于马连洼站的9700人次。2017年春节假期，本站录得的日均客流为3500人次，但在16号线各站中仍然处于较高水平。同年的清明假期和五一假期，该站的日均进出站量在16号线各站中也处于较高水平。

## 接驳交通
本站东侧的北清路和南侧的温阳路各设有双向公交站，站名均为高里掌，乘客可由此前往温泉镇、苏家坨镇和阳坊镇等地。此外，本站的三个出口均配套有自行车停车场。

## 历史
本站在山后线开工前的早期规划中曾使用“高里掌站”一名，2011年改为温阳路站，最初规划为高架站，2013年调整为地下站，随后于2014年3月进场施工，2016年4月28日主体结构封顶，2016年5月13日通过主体结构分部工程验收。2016年12月31日投入运营时仅开放C、D两个出口，2017年4月29日起开放B出口。